# Мычко, Иван Иванович
Мычко Иван Иванович (20 января 1925 — декабрь 1943) — участник Великой Отечественной войны, стрелок 6-й стрелковой роты 2-го стрелкового батальона 212-го гвардейского стрелкового полка 75-й гвардейской стрелковой дивизии 30-го стрелкового корпуса 60-й армии Центрального фронта, гвардии красноармеец, Герой Советского Союза (1943).

## Биография
Родился 20 июня 1925 в деревне Георгиевка (по другим сведениям — в деревне Вишнёвка). Окончил 4 класса в деревенской школе, затем поступил в Новосельскую семилетнюю школу, которую окончил в 1940 году. По окончании школы работал в колхозе «Путь Ленина» на разных работах.
В Красную Армию призван в 1943 году, учился в Кемеровском военном пехотном училище (по другим сведениям — в полковой школе в Кемерово). Ввиду сложного положения на фронте в августе 1943 года курсантов без присвоения звания направили в действующую армию. 4 сентября 1943 года красноармеец Мычко стал стрелком 6-й стрелковой роты 212-го гвардейского стрелкового полка 75-й гвардейской стрелковой дивизии.
Особо отличился при форсировании реки Днепр севернее Киева, в боях при захвате и удержании плацдарма в районе сёл Глебовка и Ясногородка (Вышгородский район Киевской области) на правом берегу Днепра осенью 1943 года. В наградном листе командир 212-го гвардейского стрелкового полка 75-й гвардейской стрелковой дивизии гвардии полковник Борисов М. С. написал:

Гвардии рядовой Мычко 23 сентября 1943 года в составе взвода гвардии младшего лейтенанта Яржина первый форсировал реку Днепр и первый ворвался на пароход противника «Николаев», где вместе со взводом взяли пароход противника «Николаев», баржу с военно-инженерным имуществом, станковый пулемёт, миномёт и двух человек из команды парохода в плен.

Участвуя в бою за деревню Ясногородка гвардии рядовой Мычко показал образец мужества, героизма и отваги, истребил до 18 немецких солдат и офицеров.
Указом Президиума Верховного Совета СССР от 17 октября 1943 года за успешное форсирование реки Днепр севернее Киева, прочное закрепление плацдарма на западном берегу реки Днепр и проявленные при этом мужество и геройство гвардии красноармейцу Мычко Ивану Ивановичу присвоено звание Героя Советского Союза.
И. И. Мычко пропал без вести в декабре 1943 года около города Коростень Житомирской области при освобождении Правобережной Украины. Согласно данным послевоенной поисковой работы умер на поле боя от многочисленных осколочных и пулевых ранений в голову и грудь. Место захоронения неизвестно.

## Награды
- Медаль «Золотая Звезда» Героя Советского Союза (17 октября 1943 года).
- Орден Ленина.

## Память
- В Новосибирске имя Героя увековечено на Аллее Героев у Монумента Славы.
- В деревне Вишнёвка Купинского района Новосибирской области установлен бюст Героя.